# أركان ويسل أوغلي
إركان فيسلولو (بالتركية: Erkan Veyseloğlu) مواليد 13 مارس 1983 في ميونخ، هو لاعب كرة سلة تركي. بدأ مسيرته الاحترافية في سنة 2000. يلعب مع فريق بشكطاش. يبلغ طوله 6 قدم 6.75 بوصة (2.0 م). حقق المركز الثالث في ألعاب البحر الأبيض المتوسط 2009.

## المسيرة الاحترافية
لعب مع فنربخشة لكرة السلة في الدوري التركي من سنة 2002 إلى 2004، ثم لعب مع بشكتاش لكرة السلة في موسم 2004–2005، ثم لعب مع بانفيت لكرة السلة في الدوري التركي في موسم 2008–2009، ثم لعب مع إردميرسبور من سنة 2009 إلى 2011، ثم لعب مع نادي كارشياكا لكرة السلة في سنة 2015.

## الميداليات
| الميدالية | المسابقة                        |
| --------- | ------------------------------- |
| برونزية   | ألعاب البحر الأبيض المتوسط 2009 |

## روابط خارجية
- هذه المقالة غير مرتبط بويكي بيانات